# 타르페이아를 위한 2막 전주곡 (베토벤)
《타르페이아를 위한 2막 전주곡(독일어: Prelude to Act II For Tarpeja) 라장조, WoO 2b》는 1813년에 루트비히 반 베토벤에 의해 쓰인 부수 음악이다.           

## 개요
WoO 2b는 작곡가에 의해 베를린의 슐레진저 출판사에 제공된 것이지만(1826년 5월 31일), 자필 원고에는 희곡 "타르페이아"나 오페라 "레오노레"에 대한 언급이 포함되어 있지 않다. 그러나, 학자들은 1805년에 초연된 "레오노레"의 2막 시작 부분을 위해 작곡한 것이거나, 그 이후(1813년)에 쿠프너의 희곡 "타르페이아"의 2막 전주곡으로서 작곡한 것으로 추정하고 있다. 연주 소요시간은 2분 정도이다. 

## 오케스트레이션
플루트 2개, 오보에 2개, 클라리넷 2개 (C), 바순 2개, 호른 2개 (C) , 트럼펫 2개 (C), 팀파니 (F, C, A), 현악기.